# Burkhard Vogel

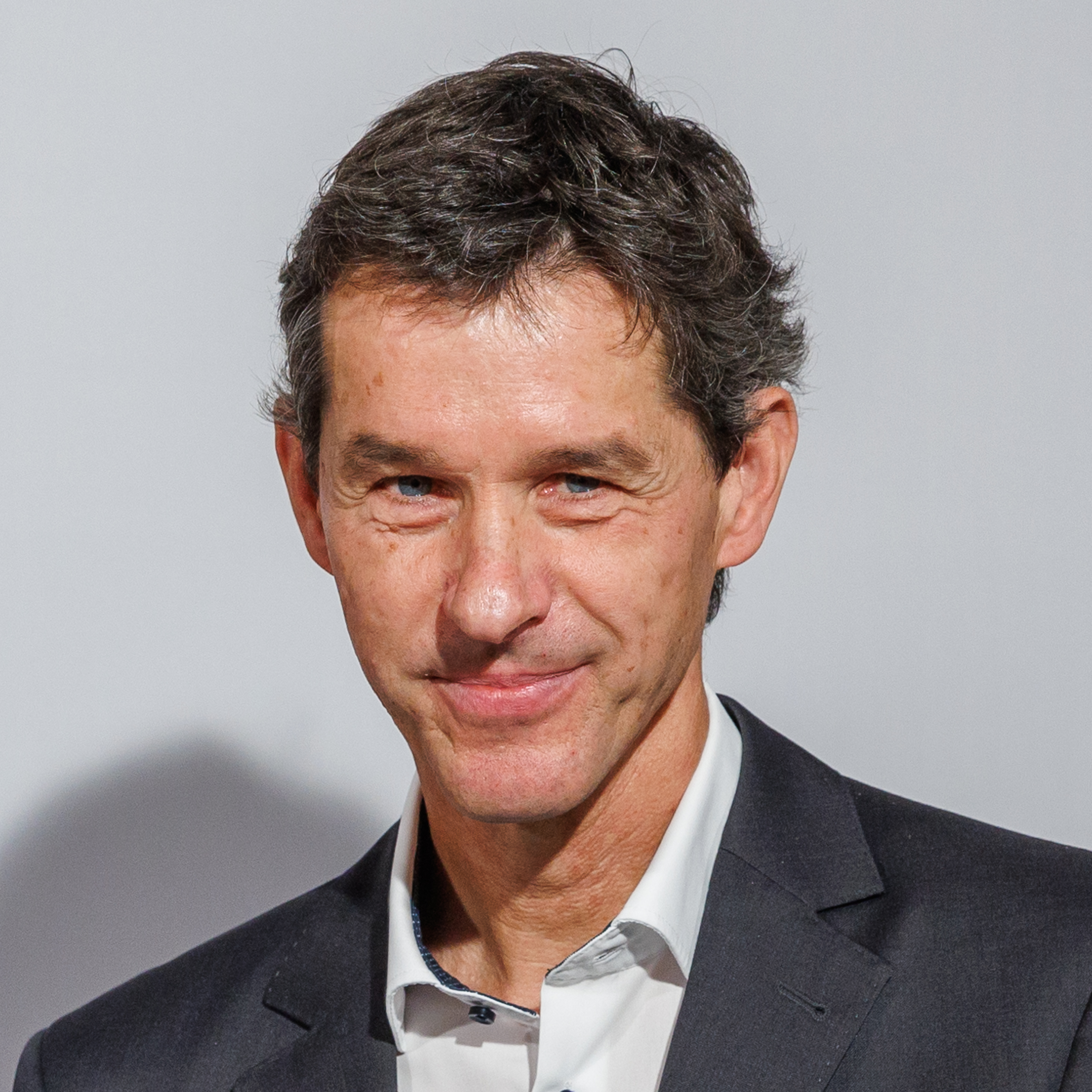
Burkhard Vogel (2024)

Burkhard Vogel (* 24. September 1964 in Quierschied) ist ein deutscher Biologe und politischer Beamter (Bündnis 90/Die Grünen). Von 2022 bis 2024 war er Staatssekretär im Thüringer Ministerium für Umwelt, Energie und Naturschutz.

## Leben
Vogel wuchs im Saarland auf. Sein Abitur legte er 1983 in Saarbrücken ab und absolvierte anschließend den Wehrdienst. Von 1984 bis 1991 absolvierte er ein Biologiestudium an der Universität des Saarlandes, der Albert-Ludwigs-Universität Freiburg und der Julius-Maximilians-Universität Würzburg, welches er als Diplom-Biologe beendete. Von 1991 bis 1992 war er beim Bund Naturschutz in Bayern in Forchheim beschäftigt, von 1992 bis 1994 am Umweltforschungszentrum Leipzig-Halle tätig und forschte von 1994 bis 1998 am Zentrum für Naturschutz der Georg-August-Universität Göttingen. 1995 wurde Vogel Mitglied von Bündnis 90/Die Grünen, 1998 promovierte er zum Thema Naturschutz in Würzburg zum Doktor der Naturwissenschaften. 1999 übernahm er den Posten des Landesgeschäftsführers beim BUND Thüringen als Nachfolger von Michael Spielmann.
Zum 1. Mai 2022 wurde Vogel von Ministerpräsident Bodo Ramelow zum Staatssekretär im von Anja Siegesmund geführten Thüringer Ministerium für Umwelt, Energie und Naturschutz berufen, wo er den Ausbau der erneuerbaren Energien sowie den Klima- und Naturschutz in Thüringen verantworten soll. Er folgte auf Olaf Möller, der in den einstweiligen Ruhestand versetzt worden war. Mit dem Amtsantritt des Kabinetts Voigt schied Vogel am 13. Dezember 2024 aus dem Amt des Staatssekretärs aus.
Vogel ist verheiratet und Vater von zwei Söhnen.